# Siksjönäs
Siksjönäs är en by som ligger 25 km från Vilhelmina tätort, Västerbottens län och är belägen intill sjön Siksjön som är en mycket djup sjö utan holmar. Det sägs att sjön i äldre tider var så väldigt fiskrik att nybyggare kunde hälla vatten i grytan, sätta grytan över elden, ro över till en vik i sjön, lägga ut nät, ta upp näten fyllda med fisk (övernog att fylla grytan med), ro tillbaka och allt detta på så kort tid att vattnet i grytan knappast hade hunnit börja koka. 
År 1785 ansökte Jon Jonsson från Själevads socken om rättigheten att få anlägga ett kronobygge i Åsele socken vid Insjön. Efter många turer och nybyggen vid bland annat Varessjön och söderom Siksjön (vid Insjöåsen) bosätter sig Jon Jonsson till sist på Siksjönäset vid Siksjöns sydöstra sida. Hädanefter får nybygget heta Siksjönäs.
Siksjönäs byastugeförening fick 2001 bidrag från Vilhelmina kommun för utbyggnad av bredband.

## Källhänvisningar
1. ↑  ”Kommunstyrelsen protokoll”. Vilhelmina kommun. 6 juni 2001. Arkiverad från originalet den 24 mars 2020. https://web.archive.org/web/20200324113353/http://www.turism.vilhelmina.se/Hem/leftsidebar/0/FAV1-0004C5B4/FOV1-0004B3FB/FOV1-0004B3FF/FOV1-0004C356/FOV1-0004CA59/KS010606.pdf?FormID=96&listview. Läst 25 december 2012.